# کانن ئی‌اواس-۱دی سی
کانن ئی‌اواس-۱دی سی (به انگلیسی: Canon EOS-1D C) یک دوربین عکاسی تک‌لنزی بازتابی ساخت شرکت کانن است.